# کامیلا کارلسن
کامیلا کارلسن (انگلیسی: Kamilla Karlsen؛ زادهٔ ۷ مهٔ ۲۰۰۰) بازیکن فوتبال اهل دانمارک است.
وی همچنین در تیم‌های ملی فوتبال Denmark women's national under-17 football team, Denmark women's national under-19 football team، و زنان دانمارک بازی کرده‌است.